# Gordonia singaporiana
Gordonia singaporiana är en tvåhjärtbladig växtart som först beskrevs av William Turner Thiselton Dyer, och fick sitt nu gällande namn av Nathaniel Wallich. Gordonia singaporiana ingår i släktet Gordonia och familjen Theaceae. Inga underarter finns listade i Catalogue of Life.